# Мухоїд жовтокрилий
Мухоїд жовтокрилий (Tolmomyias flavotectus) — вид горобцеподібних птахів родини тиранових (Tyrannidae). Мешкає в Центральній і Південній Америці. Раніше вважався підвидом оливковолого мухоїда.

## Поширення і екологія
Жовтокрилі мухоїди мешкають на крайньому півдні Нікарагуа, в Коста-Риці, Панамі, на заході Колумбії та на північному заход Еквадору (на південь до Гуаясу). Вони живуть у вологих рівнинних тропічних лісах. Зустрічаються переважно на висоті до 500 м над рівнем моря.